# Knihtiskárna Dr. Eduard Grégr a syn
Knihtiskárna Dr. Eduard Grégr a syn (Dr. Eduard Grégr a syn, knihtiskárna v Praze) je bývalá tiskárna v Praze na rohu ulic Hálkova a V Tůních.

## Historie

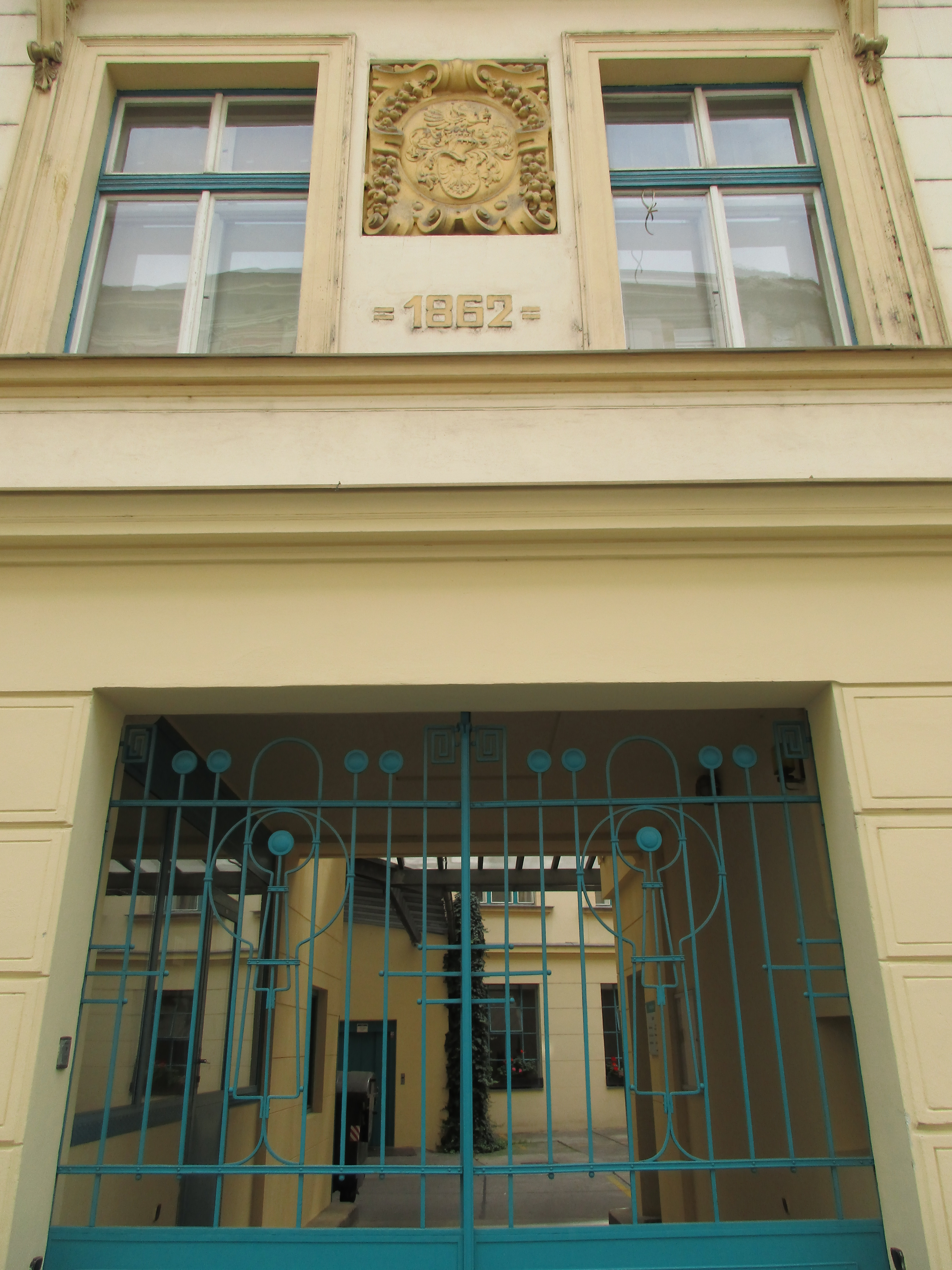
ozdobná mříž a letopočet

Knihtiskárna byla založena bratry Dr. Eduardem Grégrem (1827-1907) a Juliem Gregrem (1831-1896) roku 1862 na Novém Městě v Růžové ulici. Julius Grégr zde vydával Kwěty, Matici lidu, Národní listy a Poesii světovou. Eduard Grégr tiskárnu roku 1872 rozšířil o vlastní slévárnu písem, stereotypii a galvanoplastiku. Později si pronajal tovární budovu Breitfeldovy strojírny v ulici V Tůních a tiskárnu sem přemístil. Roku 1882 založil Julius pro své Národní listy tiskárnu v Mariánské ulici (Opletalova) a přesídlil tam. Od roku 1902 vlastnil tiskárnu V Tůních syn Eduarda Zdislav.
Novou budovu v sousedství staršího novorenesančního nájemního domu od architekta Josefa Benischka dala firma postavit roku 1910. Podle plánů bratrů Kavalírových vzniklo roku 1921 nad vjezdem do dvora patro, které spojilo sousední nájemní dům s tiskárnou. Roku 1922 byl areál uzavřen tříposchoďovým traktem do ulice V Tůních. Fasáda tiskárny je členěna pásovou rustikou s bosovaným nárožím. Vrata ve spojovací části zdobí mříž. Nad okny v prvním patře je znak s letopočtem 1862.
Kromě knih tiskla tiskárna 52 titulů časopisů. Na stovce ručních strojů a sedmi strojích Linotype pracovalo na 200 pracovníků.
Po roce 1945 byla tiskárna znárodněna. Roku 1993 byl podnik vrácen rodině Grégrů.